# Campionati del mondo di atletica leggera paralimpica 2024
I XI campionati del mondo di atletica leggera paralimpica si sono svolti presso il Kobe Universiade Memorial Stadium, a Kōbe, in Giappone, dal 17 al 25 maggio 2024.

## Sede dell'evento
L'edizione del campionato mondiale a Kōbe fu inizialmente programmata per il mese di settembre 2021, ma fu rimandata per evitare di interferire con i Giochi paralimpici di Tokyo, inizialmene previsti per il 2020 e posticipati al 2021 a causa della pandemia di COVID-19.

## Partecipazione

### Minimi di qualificazione
Gli atleti si possono qualificare ottenendo il minimo di qualificazione (entry standard) nel periodo compreso tra il 1º gennaio 2023 e il 7 aprile 2024.
Le singole gare si svolgeranno solo se vi prenderanno parte almeno cinque atleti di almeno tre differenti nazioni (o almeno cinque squadre di cinque differenti nazioni nel caso della staffetta 4×100 metri universale). Qualora questo requisito non dovesse verificarsi alla data del 12 aprile 2024, la World Para Athletics potrà, se appropriato, accorpare suddette gare ad altre in programma. World Para Athletics potrà altresì annullare tali gare o gestirle come gare che non portano medaglie.
Nelle tabelle che seguono sono riportate le misure e i tempi minimi di partecipazione per ogni classe di competizione. Le "classi idonee" sono quelle degli atleti che possono partecipare a una gara riservate ad atleti di un'altra classe.

#### Corse
| Uomini           | Uomini           | Classe    | Donne              | Donne            |                  |
| Minimo           | Classi idonee    | Classe    | Classi idonee      | Minimo           |                  |
| 100 metri        | 100 metri        | 100 metri | 100 metri          | 100 metri        |                  |
| ---------------- | ---------------- | --------- | ------------------ | ---------------- | ---------------- |
| 11"90            | T11              | T11       | T11                | 14"50            |                  |
| 11"70            | T12              | T12       | T12                | 14"30            |                  |
| 11"50            | T13              | T13       | T13                | 15"00            |                  |
| 26"00            | T33              | T33       | T33                | 32"00            |                  |
| 17"30            | T34              | T34       | T34                | 24"50            |                  |
| 15"00            | T35              | T35       | T35                | 19"50            |                  |
| 13"30            | T36              | T36       | T36                | 17"30            |                  |
| 12"80            | T37              | T37       | T37                | 15"30            |                  |
| 12"50            | T38              | T38       | T38                | 15"20            |                  |
| 13"00            | T43-T44          | T44       | non in programma   | non in programma |                  |
| 11"60            | T45, T46, T47    | T47       | T45, T46, T47      | 13"60            |                  |
| 28"00            | T51              | T51       | non in programma   | non in programma |                  |
| 20"00            | T52              | T52       | non in programma   | non in programma |                  |
| 16"30            | T53              | T53       | T51, T52, T53      | 20"00            |                  |
| 14"70            | T54              | T54       | T54                | 18"25            |                  |
| 15"30            | T42, T63         | T63       | T42, T63           | 19"60            |                  |
| 11"95            | T62, T64         | T64       | T43, T44, T62, T64 | 15"10            |                  |
| 24"00            | T72              | T72       | T72                | 24"50            |                  |
| 200 metri        |                  |           |                    |                  |                  |
| non in programma | non in programma | T11       | T11                | 30"70            |                  |
| non in programma | non in programma | T12       | T12                | 29"70            |                  |
| non in programma | non in programma | T13       | T13                | 33"00            |                  |
| 30"00            | T35              | T35       | T35                | 42"00            |                  |
| non in programma | non in programma | T36       | T36                | 37"00            |                  |
| 26"50            | T37              | T37       | T37                | 33"20            |                  |
| non in programma | non in programma | T38       | T38                | 32"00            |                  |
| non in programma | non in programma | T47       | T45, T46, T47      | 28"60            |                  |
| 51"00            | T51              | T51       | non in programma   | non in programma | non in programma |
| 25"00            | T44, T64         | T64       | T44, T64           | 33"00            |                  |
| 400 metri        |                  |           |                    |                  |                  |
| 57"00            | T11              | T11       | T11                | 1'12"00          |                  |
| 54"50            | T12              | T12       | T12                | 1'08"00          |                  |
| 54"00            | T13              | T13       | T13                | 1'11"00          |                  |
| 51"90            | T20              | T20       | T20                | 1'06"00          |                  |
| 1'08"00          | T34              | T34       | non in programma   | non in programma |                  |
| 1'07"00          | T36              | T36       | non in programma   | non in programma |                  |
| 1'00"00          | T37              | T37       | T37                | 01'20"00         |                  |
| 58"00            | T35, T38         | T38       | T36, T38           | 1'17"00          |                  |
| 53"00            | T45, T46, T47    | T47       | T45, T46, T47      | 1'10"00          |                  |
| 1'25"00          | T51, T52         | T52       | non in programma   | non in programma |                  |
| 56"60            | T53              | T53       | T51, T52, T53      | 1'10"00          |                  |
| 49"60            | T54              | T54       | T54                | 1'01"00          |                  |
| 1'00"00          | T43, T62         | T62       | non in programma   | non in programma |                  |
| 800 metri        |                  |           |                    |                  |                  |
| 2'10"00          | T33, T34         | T34       | T33, T34           | 2'50"00          |                  |
| 1'51"00          | T51, T52, T53    | T53       | T51, T52, T53      | 2'28"60          |                  |
| 1'37"00          | T54              | T54       | T54                | 2'05"00          |                  |
| 1500 metri       |                  |           |                    |                  |                  |
| 4'28"00          | T11              | T11       | T11                | 6'20"00          |                  |
| 4'10"00          | T12, T13         | T13       | T12, T13           | 5'31"00          |                  |
| 4'09"00          | T20              | T20       | T20                | 5'15"00          |                  |
| 4'42"00          | T37, T38         | T38       | non in programma   | non in programma |                  |
| 4'20"30          | T45, T46         | T46       | non in programma   | non in programma |                  |
| 5'20"00          | T51, T52         | T52       | non in programma   | non in programma |                  |
| 3'06"00          | T53, T54         | T54       | T53, T54           | 03'50"00         |                  |
| 5000 metri       |                  |           |                    |                  |                  |
| 17'00"00         | T11              | T11       | non in programma   | non in programma |                  |
| 16'25"00         | T12, T13         | T13       | non in programma   | non in programma |                  |
| 10'45"00         | T53, T54         | T54       | T53, T54           | 13'30"00         |                  |
| Minimo           | Classi idonee    | Classe    | Classi idonee      | Minimo           |                  |
| Uomini           | Uomini           | Classe    | Donne              | Donne            |                  |

#### Concorsi
| Uomini                 | Uomini                            | Classe        | Donne                        | Donne            |
| Minimo                 | Classi idonee                     | Classe        | Classi idonee                | Minimo           |
| Salto in alto          | Salto in alto                     | Salto in alto | Salto in alto                | Salto in alto    |
| ---------------------- | --------------------------------- | ------------- | ---------------------------- | ---------------- |
| 1,50 m                 | T45, T46, T47                     | T47           | non in programma             | non in programma |
| 1,55 m                 | T42, T63                          | T63           | non in programma             | non in programma |
| 1,50 m                 | T44, T64                          | T64           | non in programma             | non in programma |
| Salto in lungo         |                                   |               |                              |                  |
| 5,30 m                 | T11                               | T11           | T11                          | 3,40 m           |
| 6,10 m                 | T12                               | T12           | T12                          | 3,70 m           |
| 5,50 m                 | T13                               | T13           | non in programma             | non in programma |
| 6,10 m                 | T20                               | T20           | T20                          | 4,50 m           |
| 4,50 m                 | T36                               | T36           | non in programma             | non in programma |
| 5,00 m                 | T37                               | T37           | T37                          | 3,70 m           |
| 4,80 m                 | T35, T38                          | T38           | T36, T38                     | 3,80 m           |
| 6,10 m                 | T45, T46, T47                     | T47           | T45, T46, T47                | 4,50 m           |
| 4,40 m                 | T42, T61, T63                     | T63           | T42, T61, T63                | 3,30 m           |
| 5,70 m                 | T43, T44, T62, T64                | T64           | T43, T44, T62, T64           | 3,80 m           |
| Getto del peso         |                                   |               |                              |                  |
| 9,00 m                 | T11                               | F11           | non in programma             | non in programma |
| 11,50 m                | T12                               | F12           | F11, F12                     | 9,00 m           |
| 12,00 m                | F20                               | F20           | F20                          | 10,50 m          |
| 6,50 m                 | F32                               | F32           | F32                          | 3,50 m           |
| 6,00 m                 | F33                               | F33           | F33                          | 4,00 m           |
| 8,00 m                 | F34                               | F34           | F34                          | 5,70 m           |
| 8,50 m                 | F35                               | F35           | F35                          | 6,00 m           |
| 9,00 m                 | F36                               | F36           | F36                          | 5,50 m           |
| 11,00 m                | F37                               | F37           | F37                          | 8,00 m           |
| 9,00 m                 | F38                               | F38           | non in programma             | non in programma |
| 7,10 m                 | F40                               | F40           | F40                          | 4,20 m           |
| 8,20 m                 | F41                               | F41           | F41                          | 6,00 m           |
| 11,50 m                | F45, F46                          | F46           | F45, F46                     | 7,50 m           |
| 6,00 m                 | F53                               | F53           | non in programma             | non in programma |
| non in programma       | non in programma                  | F54           | F53, F54                     | 4,60 m           |
| 9,50 m                 | F54, F55                          | F55           | non in programma             | non in programma |
| 11,30 m                | F56, F57                          | F57           | F55, F56, F57                | 7,50 m           |
| 11,20 m                | F42, F61, F63                     | F63           | non in programma             | non in programma |
| non in programma       | non in programma                  | F64           | F42, F43, F44, F62, F63, F64 | 7,00 m           |
| Lancio del disco       |                                   |               |                              |                  |
| 29,00 m                | F11                               | F11           | F11                          | 18,00 m          |
| 39,00 m                | F37                               | F37           | non in programma             | non in programma |
| non in programma       | non in programma                  | F38           | F37, F38                     | 23,00 m          |
| non in programma       | non in programma                  | F41           | F40, F41                     | 19,00 m          |
| 10,00 m                | F51, F52                          | F52           | non in programma             | non in programma |
| non in programma       | non in programma                  | F53           | F51, F52, F53                | 6,00 m           |
| non in programma       | non in programma                  | F55           | F54, F55                     | 15,50 m          |
| 34,00 m                | F54, F55, F56                     | F56           | non in programma             | non in programma |
| non in programma       | non in programma                  | F57           | F56, F57                     | 19,00 m          |
| 40,00 m                | F43, F44, F62, F64                | F64           | F43, F44, F62, F64           | 19,00 m          |
| Lancio del giavellotto |                                   |               |                              |                  |
| 43,00 m                | F12, F13                          | F13           | F12, F13                     | 19,00 m          |
| 21,00 m                | F33, F34                          | F34           | F33, F34                     | 12,50 m          |
| 30,00 m                | F38                               | F38           | non in programma             | non in programma |
| 29,00 m                | F40, F41                          | F41           | non in programma             | non in programma |
| 41,00 m                | F45, F46                          | F46           | F45, F46                     | 21,00 m          |
| 18,25 m                | F52, F53, F54                     | F54           | F52, F53, F54                | 9,00 m           |
| non in programma       | non in programma                  | F56           | F55, F56                     | 13,50 m          |
| 35,00 m                | F55, F56, F57                     | F57           | non in programma             | non in programma |
| 44,00 m                | F42, F43, F44, F61, F62, F63, F64 | F64           | non in programma             | non in programma |
| Lancio della clava     |                                   |               |                              |                  |
| 23,00 m                | F31, F32                          | F32           | F31, F32                     | 14,00 m          |
| 18,00 m                | F51                               | F51           | F51                          | 8,00 m           |
| Minimo                 | Classi idonee                     | Classe        | Classi idonee                | Minimo           |
| Uomini                 | Uomini                            | Classe        | Donne                        | Donne            |

Per la staffetta 4×100 metri universale non sono previsti minimi di qualificazione.

## Nazioni partecipanti
Ai campionati hanno partecipato 100 Paesi e gli Atleti Paralimpici Neutrali provenienti da Russia e Bielorussia, le cui federazioni sono state escluse dalla competizione in seguito all'invasione russa dell'Ucraina. Gli Atleti Paralimpici Neutrali non hanno sfilato durante la cerimonia di apertura e non sono stati inseriti nel medagliere.
- Algeria
- Angola
- Arabia Saudita
- Argentina
- Armenia
- Atleti Paralimpici Neutrali
- Australia
- Austria
- Azerbaigian
- Bahrein
- Belgio
- Bermuda
- Botswana
- Brasile
- Bulgaria
- Camerun
- Canada
- Cile
- Cina
- Cipro
- Colombia
- Corea del Sud
- Costa Rica
- Croazia
- Cuba
- Danimarca
- Ecuador
- Egitto
- Emirati Arabi Uniti
- Estonia
- Etiopia
- Figi
- Filippine
- Finlandia
- Francia
- Georgia
- Germania
- Giappone
- Giordania
- Regno Unito
- Grecia
- Guatemala
- Guinea
- Hong Kong
- India
- Indonesia
- Iran
- Iraq
- Islanda
- Israele
- Italia
- Kazakistan
- Kenya
- Kuwait
- Laos
- Lettonia
- Lituania
- Macao
- Malaysia
- Marocco
- Mauritius
- Messico
- Moldavia
- Mongolia
- Montenegro
- Namibia
- Nigeria
- Norvegia
- Nuova Zelanda
- Paesi Bassi
- Oman
- Panama
- Perù
- Polonia
- Portogallo
- Porto Rico
- Qatar
- Rep. Ceca
- Rep. Dominicana
- Romania
- Serbia
- Singapore
- Slovacchia
- Slovenia
- Spagna
- Sri Lanka
- Stati Uniti
- Sudafrica
- Svezia
- Svizzera
- Taipei cinese
- Thailandia
- Timor Est
- Trinidad e Tobago
- Tunisia
- Turchia
- Uganda
- Ungheria
- Uzbekistan
- Venezuela
- Vietnam

## Medagliati

### Uomini

#### Corse
| Specialità | Cat. | Oro                                                              | Prestazione                | Argento                                                          | Prestazione                | Bronzo                                                     | Prestazione                |
| Corse piane |      |                                                                  |                            |                                                                  |                            |                                                            |                            |
| 100 m | T11  | Di Dongdong guida: Lian Jiageng                                  | 11"28                      | Ye Tao guida: Tian Haoyu                                         | 11"36                      | Eduardo Manuel Uceda Novas guida: Diego Folgado Munoz      | 11"44                      |
| 100 m | T12  | Serkan Yildirim                                                  | 10"53                      | Noah Malone                                                      | 10"55 =                    | Zachary Shaw                                               | 10"97                      |
| 100 m | T13  | Skander Djamil Athmani                                           | 10"44                      | Shuta Kawakami                                                   | 10"70                      | Salum Ageze Kashafali                                      | 17"79                      |
| 100 m | T34  | Walid Ktila                                                      | 15"29                      | Gong Wenhao                                                      | 15"67                      | Henry Manni                                                | 15"76                      |
| 100 m | T35  | Nessuna medaglia assegnata                                       | Nessuna medaglia assegnata | Nessuna medaglia assegnata                                       | Nessuna medaglia assegnata | Nessuna medaglia assegnata                                 | Nessuna medaglia assegnata |
| 100 m | T36  | Deng Peicheng                                                    | 11"95                      | Yang Yifei                                                       | 12"35                      | Mokhtar Didane                                             | 12"35                      |
| 100 m | T37  | Ricardo Gomes de Mendonça                                        | 11"30                      | Medaglia non assegnata                                           | Medaglia non assegnata     | Saptoyogo Purnomo                                          | 11"63                      |
| 100 m | T38  | Jaydin Blackwell                                                 | 10"86                      | Thomas Young                                                     | 11"02                      | Zhou Peng                                                  | 11"07                      |
| 100 m | T44  | Mpumelelo Mhlongo                                                | 11"34                      | Eddy Bernard                                                     | 11"77                      | Indika Gamage                                              | 11"83                      |
| 100 m | T47  | Petrúcio Ferreira dos Santos (T47)                               | 10"83                      | Michał Derus (T47)                                               | 10"88 (.877)               | Wang Hao (T46)                                             | 10"88 (.878)               |
| 100 m | T51  | Roger Habsch                                                     | 20"82                      | Cody Fournie                                                     | 21"17                      | Edgar Navarro                                              | 21"85                      |
| 100 m | T52  | Maxime Carabin                                                   | 16"79                      | Salvador Hernández                                               | 17"85                      | Tomoki Satō                                                | 17"91                      |
| 100 m | T53  | Abdulrahman Al-Qurashi                                           | 14"87                      | Ariosvaldo Fernandes da Silva                                    | 15"05                      | Mohamed Nidhal Khelifi                                     | 15"23                      |
| 100 m | T54  | Leo-Pekka Tahti                                                  | 13"78                      | Hu Yang                                                          | 13"95                      | Juan Pablo Cervantes García                                | 13"97                      |
| 100 m | T63  | Léon Schäfer (T63)                                               | 12"03                      | Puseletso Michael Mabote (T63)                                   | 12"05                      | Joel de Jong (T63)                                         | 12"19                      |
| 100 m | T64  | Sherman Guity                                                    | 10"88                      | Hunter Woodhall                                                  | 11"13                      | Derek Loccident                                            | 11"40                      |
| 100 m | T72  | Carlo Calcagni                                                   | 15"39                      | Vinicius Marques Krieger Quintino                                | 17"54                      | Deividas Podobajevas                                       | 17"82                      |
| 200 m | T35  | Nessuna medaglia assegnata                                       | Nessuna medaglia assegnata | Nessuna medaglia assegnata                                       | Nessuna medaglia assegnata | Nessuna medaglia assegnata                                 | Nessuna medaglia assegnata |
| 200 m | T37  | Medaglia non assegnata                                           | Medaglia non assegnata     | Michal Kotkowski                                                 | 23"44                      | Saptoyogo Purnomo                                          | 23"61                      |
| 200 m | T51  | Roger Habsch                                                     | 36"64                      | Mohamed Berrahal                                                 | 39"37                      | Edgar Cesareo Navarro Sanchez                              | 40"23                      |
| 200 m | T64  | Wallison Andre Fortes                                            | 23"11                      | Kengo Oshima                                                     | 23"13                      | Mitchell Joynt                                             | 23"15                      |
| 400 m | T11  | Chris Kinda guida: Riwaldo Goagoseb                              | 52"35                      | Eduardo Manuel Uceda Novas guida: Diego Folgado Munoz            | 52"61                      | Felipe de Souza Gomes guida: Jonas Alexandre de Lima Silva | 52"65                      |
| 400 m | T12  | Serkan Yildirim                                                  | 47"47                      | Mouncef Bouja                                                    | 48"42                      | Rouay Jebabli                                              | 48"78                      |
| 400 m | T13  | Skander Djamil Athmani                                           | 46"44                      | Ryota Fukunaga                                                   | 47"86                      | Buinder Brainer Bermudez Villar                            | 49"07                      |
| 400 m | T20  | Samuel Oliveira Conceiçao                                        | 47"73                      | Jhon Sebastian Obando Asprilla                                   | 47"84                      | Muhammad Nor Azmi                                          | 48"16                      |
| 400 m | T34  | Mohamed Alhammadi                                                | 51"10                      | Walid Ktila                                                      | 51"12                      | Henry Manni                                                | 55"75                      |
| 400 m | T36  | William Stedman                                                  | 53"36                      | James Turner                                                     | 53"52                      | Fakhr Eddine Thelaidjia                                    | 54"53                      |
| 400 m | T37  | Bartolomeu da Silva Chaves                                       | 50"74                      | Medaglia non assegnata                                           | Medaglia non assegnata     | Amen Allah Tissaoui                                        | 51"32                      |
| 400 m | T38  | Jaydin Blackwell                                                 | 48"87                      | Ryan Medrano                                                     | 50"53                      | José Rodolfo Chessani                                      | 51"19                      |
| 400 m | T47  | Ayoud Sadni                                                      | 47"30                      | Collen Mahlalela                                                 | 48"66                      | Marufjon Murodulloev                                       | 49"27                      |
| 400 m | T52  | Maxime Carabin                                                   | 53"06                      | Tomoki Satō                                                      | 57"98                      | Tatsuya Ito                                                | 1'01"32                    |
| 400 m | T53  | Pierre Fairbank                                                  | 51"71                      | Yoo Byunghoon                                                    | 51"84                      | Mohamed Nidhal Khelifi                                     | 53"41                      |
| 400 m | T54  | Hu Yang                                                          | 44"98                      | Dai Yunqiang                                                     | 45"78                      | Zhang Ying                                                 | 46"28                      |
| 400 m | T62  | Johannes Floors                                                  | 47"49                      | Hunter Woodhall                                                  | 48"13                      | Olivier Hendriks                                           | 48"16                      |
| 800 m | T34  | Wang Yang                                                        | 1'36"50                    | Walid Ktila                                                      | 1'36"64                    | Gong Wenhao                                                | 1'42"81                    |
| 800 m | T53  | Pierre Fairbank                                                  | 1'43"80                    | Mohamed Nidhal Khelifi                                           | 1'44"02                    | Yoo Byunghoon                                              | 1'47"74                    |
| 800 m | T54  | Dai Yunqiang                                                     | 1'34"59                    | Hu Yang                                                          | 1'34"97                    | Maguire Nathan                                             | 1'35"27                    |
| 1500 m | T11  | Julio Cesar Agripino dos Santos guida: Micael Batista dos Santos | 4'02"23                    | Yitayal Silesh Yigzaw guida: Esubalew Bekele Nebere              | 4'03"20                    | Medaglia non assegnata                                     | Medaglia non assegnata     |
| 1500 m | T13  | Medaglia non assegnata                                           | Medaglia non assegnata     | Rouay Jebabli (T12)                                              | 3'51"77                    | Abdellatif Baka                                            | 3'51"78                    |
| 1500 m | T20  | Michael Brannigan                                                | 3'51"71                    | Sandro Baessa                                                    | 3'55"84                    | Yuji Togawa                                                | 3'55"94                    |
| 1500 m | T38  | Amen Allah Tissaoui (T37)                                        | 3'58"31                    | Abdelkrim Krai (T38)                                             | 4'00"94                    | Deon Kenzie (T38)                                          | 4'04"97                    |
| 1500 m | T46  | Medaglia non assegnata                                           | Medaglia non assegnata     | Hristijan Stojanov                                               | 3'49"54                    | Michael Roeger                                             | 3'50"45                    |
| 1500 m | T52  | Maxime Carabin                                                   | 3'38"35                    | Tomoki Sato                                                      | 3'44"19                    | Leonardo De Jesus Perez Juarez                             | 4'10"02                    |
| 1500 m | T54  | Jin Hua                                                          | 2'54"85                    | Dai Yunqiang                                                     | 2'56"41                    | Saichon Konjen                                             | 2'56"90                    |
| 5000 m | T11  | Yeltsin Jacques guida: Antonio Henrique Barreto Lima             | 14'53"97                   | Julio Cesar Agripino dos Santos guida: Micael Batista dos Santos | 14'57"70                   | Kenya Karasawa guida: Takuma Shimizu                       | 15'03"25                   |
| 5000 m | T13  | Yassine Ouhdadi El Ataby (T13)                                   | 14'27"76                   | Medaglie non assegnate                                           | Medaglie non assegnate     | Medaglie non assegnate                                     | Medaglie non assegnate     |
| 5000 m | T54  | Jin Hua                                                          | 2'54"85                    | Dai Yunqiang                                                     | 2'56"41                    | Saichon Konjen                                             | 2'56"90                    |
| record mondiale; record mondiale stagionale; record africano; record asiatico; record europeo; record nord-centroamericano e caraibico; record sudamericano; record oceaniano; record dei campionati; record nazionale; record personale; record personale stagionale. |      |                                                                  |                            |                                                                  |                            |                                                            |                            |

#### Concorsi
| Specialità | Cat. | Oro                                | Prestazione            | Argento                       | Prestazione            | Bronzo                                  | Prestazione            |
| Salti |      |                                    |                        |                               |                        |                                         |                        |
| Salto in alto | T47  | Roderick Townsend (T46)            | 2,05 m =               | Nishad Kumar (T47)            | 1,99 m                 | Medaglia non assegnata                  | Medaglia non assegnata |
| Salto in alto | T63  | Mariyappan Thangavelu (T42)        | 1,88 m                 | Ezra Frech                    | 1,85 m                 | Sam Grewe                               | 1,82 m                 |
| Salto in alto | T64  | Jonathan Broom-Edwards (T44)       | 2,04 m                 | Derek Loccident (T64)         | 2,04 m                 | Maciej Lepiato (T44)                    | 2,01 m                 |
| Salto in lungo | T11  | Chen Shichang                      | 6,62 m                 | Di Dongdong                   | 6,50 m                 | Ye Tao                                  | 6,48 m                 |
| Salto in lungo | T12  | Said Najafzade                     | 7,30 m                 | Daiki Ishiyama                | 7,08 m                 | Kar Gee Wong                            | 7,05 m                 |
| Salto in lungo | T13  | Orkhan Aslanov                     | 7,18 m                 | Iván José Cano Blanco         | 6,76 m                 | Vegard Dragsund Sverd                   | 6,63 m                 |
| Salto in lungo | T20  | Abdul Latif Romly                  | 7,30 m                 | Roberto Carlos Chala Espinoza | 6,95 m                 | Jhon Sebastian Obando Asprilla          | 6,84 m                 |
| Salto in lungo | T36  | Medaglia non assegnata             | Medaglia non assegnata | William Stedman               | 5,85 m                 | Rodrigo Parreira da Silva               | 5,75 m =               |
| Salto in lungo | T37  | Muhammad Nazmi Nasri               | 6,13 m                 | Konstantinos Kamaras          | 6,01 m                 | Mateus Evangelista Cardoso              | 6,01 m                 |
| Salto in lungo | T38  | Zhong Huanghao                     | 6,66 m                 | Medaglia non assegnata        | Medaglia non assegnata | Zhou Peng (T46)                         | 6,42 m                 |
| Salto in lungo | T47  | Robiel Yankiel Sol Cervantes (T46) | 7,60 m                 | Medaglia non assegnata        | Medaglia non assegnata | Wang Hao (T46)                          | 7,25 m                 |
| Salto in lungo | T63  | Léon Schäfer                       | 7,22 m                 | Joel de Jong                  | 7,04 m                 | Noah Mbuyamba                           | 6,65 m                 |
| Salto in lungo | T64  | Markus Rehm                        | 8,30 m                 | Derek Loccident               | 7,69 m                 | Trenten Merrill                         | 7,35 m                 |
| Lanci |      |                                    |                        |                               |                        |                                         |                        |
| Getto del peso | F11  | Amirhossein Alipour Darbeid        | 14,61 m                | Medaglia non assegnata        | Medaglia non assegnata | Mahdi Olad                              | 13,28 m                |
| Getto del peso | F12  | Kim Lopez Gonzalez                 | 15,22 m                | Emils Dzilna                  | 15,00 m                | Saman Pakbaz                            | 14,54 m                |
| Getto del peso | F20  | Muhammad Ziyad Zolkefli            | 17,43 m                | Soane Luka Meissonnier        | 15,92 m                | Jordi Patricio Congo Villalba           | 15,80 m                |
| Getto del peso | F32  | Medaglia non assegnata             | Medaglia non assegnata | Athanadios Konstadinidis      | 10,10 m                | Dimitrios Zisidis                       | 9,52 m                 |
| Getto del peso | F33  | Cai Bingchen                       | 11,91 m                | Liu Li                        | 11,68 m                | Zakariae Derhem                         | 11,02 m                |
| Getto del peso | F34  | Ahmad Hindi                        | 11,47 m                | Azeddine Nouiri               | 11,34 m                | Medaglia non assegnata                  | Medaglia non assegnata |
| Getto del peso | F35  | Khusniddin Norbekov                | 16,37 m                | Seyed Aliasghar Javanmardi    | 16,06 m                | Fu Xinhan                               | 15,55 m                |
| Getto del peso | F36  | Yassine Guenichi                   | 16,33 m                | Medaglie non assegnate        | Medaglie non assegnate | Medaglie non assegnate                  | Medaglie non assegnate |
| Getto del peso | F37  | Kudratillokhon Marufkhujaev        | 15,68 m                | Medaglia non assegnata        | Medaglia non assegnata | Ahmed Ben Moslah                        | 15,34 m                |
| Getto del peso | F38  | José Lemos                         | 17,10 m                | Lazhar Ziamni                 | 12,73 m                | Medaglia non assegnata                  | Medaglia non assegnata |
| Getto del peso | F40  | Medaglia non assegnata             | Medaglia non assegnata | Miguel Monteiro               | 10"95                  | Garrah Tnaiash                          | 10"82                  |
| Getto del peso | F41  | Niko Kappel                        | 14,23 m                | Bobirjon Omonov               | 14,11 m                | Huang Jun                               | 11,37 m                |
| Getto del peso | F46  | Sachin Sarjerao Khilari            | 16,30 m                | Greg Stewart                  | 16,14 m                | Luka Baković                            | 16,04 m                |
| Getto del peso | F53  | Giga Ochkhikidze                   | 8,79 m                 | Abdelillah Gani               | 8,58 m                 | Alireza Mokhtari Hemami                 | 8,43 m                 |
| Getto del peso | F55  | Ruždi Ruždi                        | 12,04 m                | Nebojsa Duric                 | 11,57 m                | Medaglia non assegnata                  | Medaglia non assegnata |
| Getto del peso | F57  | Yasin Khosravi                     | 15,83 m                | Thiago Paulino dos Santos     | 15,08 m                | Teijo Koopikka                          | 14,74 m                |
| Getto del peso | F63  | Aled Davies                        | 15,60 m                | Faisal Sorour                 | 14,84 m                | Palitha Halgahawela                     | 14,27 m                |
| Lancio del disco | F11  | Oney Tapia                         | 42,76 m                | Mahdi Olad                    | 42,36 m                | Bil Marinkovic                          | 37,82 m                |
| Lancio del disco | F37  | Kudratillokhon Marufkhujaev        | 54,11 m                | Edwars Alexander Varela Meza  | 52,17 m                | Yamato Shimbo                           | 52,13 m                |
| Lancio del disco | F52  | Andre Rocha (F52)                  | 20,72 m                | Velimir Sandor (F52)          | 16,92 m                | Erik Alejandro de Santos Espinosa (F52) | 16,32 m                |
| Lancio del disco | F56  | Claudiney Batista dos Santos       | 45,14 m                | Yogesh Kathuniya              | 41,80 m                | Dusan Laczko                            | 39,82 m                |
| Lancio del disco | F64  | David Blair                        | 60,13 m                | Ivan Katanusic                | 53,89 m                | Harrison Walsh                          | 52,48 m                |
| Lancio del giavellotto | F13  | Daniel Pembroke                    | 66,96 m                | Ali Pirouj                    | 63,15 m                | Sajad Nikparast                         | 62,30 m                |
| Lancio del giavellotto | F34  | Saeid Afrooz                       | 40,14 m                | Mauricio Valencia             | 37,07 m                | Diego Fernando Meneses Medina           | 36,54 m                |
| Lancio del giavellotto | F38  | José Lemos                         | 56,75 m                | Luis Fernando Lucumí Villegas | 52,73 m                | An Dongquan                             | 51,21 m                |
| Lancio del giavellotto | F41  | Sun Pengxiang (F41)                | 48,94 m                | Sadegh Beit Sayah (F41)       | 47,92 m                | Navdeep Singh (F41)                     | 42,82 m                |
| Lancio del giavellotto | F46  | Guillermo Varona Gonzalez          | 65,16 m                | Dinesh Herath                 | 64,59 m                | Rinku                                   | 62,77 m                |
| Lancio del giavellotto | F54  | Edgar Ulises Fuentes Yanez         | 30,25 m                | Manolis Stefanoudakis         | 29,91 m                | Medaglia non assegnata                  | Medaglia non assegnata |
| Lancio del giavellotto | F57  | Cicero Valdiran Lins Nobre         | 50,18 m                | Muhammet Khalvandi            | 49,80 m                | Fauzi Purwolaksono                      | 48,25 m                |
| Lancio del giavellotto | F64  | Sumit                              | 69,50 m                | Dulan Kodithuwakku (F44)      | 66,49 m                | Sandeep (F44)                           | 60,41 m                |
| Lancio della clava | F32  | Ahmed Mehideb                      | 37,61 m                | Walid Ferhah                  | 36,30 m                | Medaglia non assegnata                  | Medaglia non assegnata |
| Lancio della clava | F51  | Zeljko Dimitrijevic                | 34,20 m                | Mario Santana Ramos Hernandez | 33,62 m                | Dharambir                               | 33,61 m                |
| record mondiale; record mondiale stagionale; record africano; record asiatico; record europeo; record nord-centroamericano e caraibico; record sudamericano; record oceaniano; record dei campionati; record nazionale; record personale; record personale stagionale. |      |                                    |                        |                               |                        |                                         |                        |

### Donne

#### Corse
| Specialità | Cat. | Oro                                                                | Prestazione | Argento                                                      | Prestazione            | Bronzo                                                             | Prestazione            |
| Corse piane |      |                                                                    |             |                                                              |                        |                                                                    |                        |
| 100 m | T11  | Jerusa Geber dos Santos guida: Gabriel Aparecido dos Santos Garcia | 11"93       | Liu Cuiqing guida: Chen Shengming                            | 12"00                  | Lorena Silva Spoladore guida: Renato Ben Hur Costa Oliveira        | 12"26                  |
| 100 m | T12  | Darlenys De La Cruz Severino                                       | 12"43       | Lorraine Gomes de Aguiar                                     | 12"58                  | Ni Made Arianti Putri                                              | 12"85                  |
| 100 m | T13  | Lamiya Valiyeva                                                    | 11"94       | Rayane Soares da Silva                                       | 12"41                  | Gloria Majaga                                                      | 13"41                  |
| 100 m | T34  | Hannah Cockroft                                                    | 16"89       | Lan Hanyu                                                    | 18"95                  | Moe Onodera                                                        | 10"15                  |
| 100 m | T35  | Zhou Xia                                                           | 14"06       | Guo Qianqian                                                 | 14"35                  | Preethi Pal                                                        | 14"43                  |
| 100 m | T36  | Shi Yiting                                                         | 13"35       | Danielle Aitchison                                           | 13"48                  | Veronica Ipolito                                                   | 14"35                  |
| 100 m | T37  | Wen Xiaoyan                                                        | 12"27       | Taylor Swanson                                               | 12"86                  | Jiang Fenfen                                                       | 13"26                  |
| 100 m | T38  | Luca Ekler                                                         | 12"85       | Karen Tatiana Palomeque Moreno                               | 12"88                  | Darian Faisury Jimenez Sanchez                                     | 13"10                  |
| 100 m | T47  | Kiara Rodriguez (T46)                                              | 12"27       | Saška Sokolov (T46)                                          | 12"65                  | Anna Grimaldi (T47)                                                | 12"72                  |
| 100 m | T53  | Zhou Hongzhuan                                                     | 16"88       | Gao Fang                                                     | 16"91                  | Hamide Dogangun                                                    | 16"95                  |
| 100 m | T54  | Noemi Alphonse                                                     | 16"23       | Zhou Zhaoqian                                                | 16"34                  | Licia Mussinelli                                                   | 16"92                  |
| 100 m | T63  | Karisma Evi Tiarani (T42)                                          | 14"65       | Tomomi Tozawa                                                | 15"76                  | Kaede Maegawa                                                      | 16"11                  |
| 100 m | T64  | Fleur Jong (T62)                                                   | 12"71       | Marlene van Gansewinkel                                      | 12"73                  | Sara Andrés Barrio (T62)                                           | 13"00                  |
| 100 m | T72  | Magdalena Andruszkiewicz                                           | 17"51       | Judith Tortosa Vila                                          | 18"53                  | Sayers Grooms                                                      | 19"02                  |
| 200 m | T11  | Liu Cuiqing guida: Chen Shengming                                  | 24"36       | Thalita Simplício guida: Felipe Veloso da Silva              | 24"95                  | Jerusa Geber dos Santos guida: Gabriel Aparecido dos Santos Garcia | 24"98                  |
| 200 m | T12  | Simran guida: Abhay Singh                                          | 24"95       | Darlenys De La Cruz Severino guida: Fary Sterlin Mejia Nunez | 25"08                  | Lorraine Gomes de Aguiar guida: Fernando Martins Ribeiro Junior    | 25"50                  |
| 200 m | T13  | Rayane Soares da Silva                                             | 24"89       | Erin Kerkhoff                                                | 25"58 =                | Mana Sasaki                                                        | 26"87                  |
| 200 m | T35  | Zhou Xia                                                           | 29"45       | Guo Qianqian                                                 | 29"77                  | Preethi Pal                                                        | 30"49                  |
| 200 m | T36  | Danielle Aitchison                                                 | 27"47       | Shi Yiting                                                   | 28"06                  | Mali Lovell                                                        | 29"81                  |
| 200 m | T37  | Wen Xiaoyan                                                        | 25"75       | Taylor Swanson                                               | 26"89                  | Jiang Fenfen                                                       | 27"02                  |
| 200 m | T38  | Karen Tatiana Palomeque Moreno                                     | 25"89       | Darian Faisury Jimenez Sanchez                               | 26"92                  | Medaglia non assegnata                                             | Medaglia non assegnata |
| 200 m | T47  | Lisbeli Marina Vera Andrade                                        | 24"61       | Brittni Mason (T46)                                          | 25"10                  | Saška Sokolov (T46)                                                | 25"37                  |
| 200 m | T64  | Marlene van Gansewinkel                                            | 25"73       | Sydney Barta                                                 | 27"46                  | Beatriz Hatz                                                       | 27"70                  |
| 400 m | T11  | Thalita Simplício guida: Felipe Veloso da Silva                    | 57"45       | Liu Cuiqing guida: Chen Shengming                            | 58"32                  | Lahja Ishitile guida: Sem Shimanda                                 | 58"37                  |
| 400 m | T12  | Hajar Safarzadeh Ghahderijani                                      | 57"56       | Lorraine Gomes de Aguiar guida: Martins Ribeiro Junior       | 58"26                  | Ketyla Teodoro guida: Rodrigo Arcanjo                              | 1'00"21                |
| 400 m | T13  | Lamiya Valiyeva                                                    | 55"03       | Carolina Duarte                                              | 55"61                  | Rayane Soares da Silva                                             | 56"78                  |
| 400 m | T20  | Deepthi Jeevanji                                                   | 55"07       | Aysel Onder                                                  | 55"19                  | Lizanshela Angulo                                                  | 56"68                  |
| 400 m | T37  | Jiang Fenfen                                                       | 1'02"48     | Medaglia non assegnata                                       | Medaglia non assegnata | Liezel Gouws                                                       | 1'08"23                |
| 400 m | T38  | Karen Tatiana Palomeque Moreno                                     | 59"40       | Lindy Ave                                                    | 1'00"59                | Medaglia non assegnata                                             | Medaglia non assegnata |
| 400 m | T47  | Fernanda Yara da Silva                                             | 57"35       | Lisbeli Marina Vera Andrade                                  | 58"09                  | Petra Luterán                                                      | 58"35                  |
| 400 m | T53  | Zhou Hongzhuan                                                     | 54"57       | Gao Fang                                                     | 55"78                  | Hamide Dogangun                                                    | 58"00                  |
| 400 m | T54  | Zhou Zhaoqian                                                      | 53"91       | Noemi Alphonse                                               | 54"88                  | Tian Yajuan                                                        | 54"97                  |
| 800 m | T34  | Hannah Cockroft                                                    | 1'52"79     | Lan Hanyu                                                    | 2'04"99                | Liu Panpan                                                         | 2'05"69                |
| 800 m | T53  | Zhou Hongzhuan                                                     | 1'56"54     | Gao Fang                                                     | 2'03"14                | Hamide Dogangun                                                    | 2'10"42                |
| 800 m | T54  | Merle Marie Menje                                                  | 1'58"47     | Zhou Zhaoqian                                                | 1'58"70                | Tian Yajuan                                                        | 1'58"85                |
| 1500 m | T11  | Yayesh Gate Tesfaw guida: Kindu Sisay Girma                        | 4'31"77     | He Shanshan guida: You Junjie                                | 4'34"12                | Louzanne Coetzee guida: Erasmus Badenhorst                         | 4'50"78                |
| 1500 m | T13  | Tigist Gezahagn Menigstu (T13)                                     | 4'18"90     | Fatima Ezzahra El Idrissi (T12)                              | 4'24"58                | Somaya Bousaid (T13)                                               | 4'34"74                |
| 1500 m | T20  | Barbara Niewiedział                                                | 4'27"36     | Antonia Keyla Da Silva Barros                                | 4'31"81                | Ilona Biacsi                                                       | 4'42"51                |
| 1500 m | T54  | Zhou Zhaoqian                                                      | 3'33"86     | Tian Yajuan                                                  | 3'33"91                | Merle Marie Menje (T13)                                            | 3'34"19                |
| 5000 m | T54  | Tian Yajuan                                                        | 11'41"76    | Merle Marie Menje                                            | 11'41"96               | Medaglia non assegnata                                             | Medaglia non assegnata |
| record mondiale; record mondiale stagionale; record africano; record asiatico; record europeo; record nord-centroamericano e caraibico; record sudamericano; record oceaniano; record dei campionati; record nazionale; record personale; record personale stagionale. |      |                                                                    |             |                                                              |                        |                                                                    |                        |

#### Concorsi
| Specialità | Cat. | Oro                         | Prestazione | Argento                          | Prestazione            | Bronzo                            | Prestazione            |
| Salti |      |                             |             |                                  |                        |                                   |                        |
| Salto in lungo | T11  | Asila Mirzayorova           | 5,18 m      | Lorena Silva Spoladore           | 4,95 m                 | Zhou Guohua                       | 4,82 m                 |
| Salto in lungo | T12  | Yokutkhon Kholbekova        | 5,48 m      | Sara Martinez                    | 5,27 m                 | Uran Sawada                       | 5,00 m                 |
| Salto in lungo | T20  | Zileide Cassiano da Silva   | 5,80 m      | Debora Oliveira de Lima          | 5,54 m                 | Fatma Damla Altin                 | 5,43 m                 |
| Salto in lungo | T37  | Wen Xiaoyan                 | 5,42 m      | Anais Angeline                   | 4,50 m                 | Medaglia non assegnata            | Medaglia non assegnata |
| Salto in lungo | T38  | Luca Ekler                  | 5,63        | Medaglia non assegnata           | Medaglia non assegnata | Karen Tatiana Palomeque Moreno    | 4,97                   |
| Salto in lungo | T47  | Kiara Rodriguez (T46)       | 6,17 m      | Anna Grimaldi                    | 5,84 m                 | Petra Luteran                     | 5,66 m                 |
| Salto in lungo | T63  | Vanessa Low (T61)           | 5,29 m      | Tomomi Tozawa                    | 4,66 m                 | Kaede Maegawa                     | 4,66 m =               |
| Salto in lungo | T64  | Fleur Jong (T62)            | 6,53 m      | Marlene van Gansewinkel          | 5,45 m                 | Maya Nakanishi                    | 5,25 m                 |
| Lanci |      |                             |             |                                  |                        |                                   |                        |
| Getto del peso | F12  | Safiya Burkhanova           | 13,05 m     | Zhao Yuping                      | 12,71 m                | Xue Enhui                         | 11,00 m                |
| Getto del peso | F20  | Sabrina Fortune             | 14,73 m     | Poleth Isamar Mendes Sanchez     | 13,90 m                | Medaglia non assegnata            | Medaglia non assegnata |
| Getto del peso | F32  | Wanna Helena Brito Oliveira | 7,74 m      | Medaglia non assegnata           | Medaglia non assegnata | Maroua Ibrahmi                    | 5,93 m                 |
| Getto del peso | F33  | Gilda Guadalupe Cota Vera   | 7,77 m      | Wu Qing                          | 7,54 m                 | Medaglia non assegnata            | Medaglia non assegnata |
| Getto del peso | F34  | Zou Lijuan                  | 9,11 m      | Bhagyashri Mahavrao Jadhav       | 7,56 m                 | Saida Amoudi                      | 7,30 m                 |
| Getto del peso | F35  | Wang Jun                    | 12,06 m     | Dilafruzkhon Akhmatkhonova       | 8,95 m                 | Medaglia non assegnata            | Medaglia non assegnata |
| Getto del peso | F37  | Li Yingli                   | 13,52 m     | Medaglia non assegnata           | Medaglia non assegnata | Mi Na                             | 12,83 m                |
| Getto del peso | F40  | Maryam Alzayoudi            | 8,49 m =    | Paulet Mejía Hernández           | 8,38 m                 | Lara Baars                        | 8,33 m                 |
| Getto del peso | F41  | Raoua Tlili                 | 10,15 m     | Kubaro Khakimova                 | 9,88 m                 | Mayerli Buitrago Ariza            | 9,21 m                 |
| Getto del peso | F46  | Noelle Malkamaki            | 13,12 m     | Holly Robinson                   | 12,25 m                | Yukiko Saito                      | 11,72 m                |
| Getto del peso | F54  | Gloria Zarza Guadarrama     | 8,04 m      | Elizabeth Rodrigues Gomes        | 7,53 m                 | Nurkhon Kurbanova                 | 7,48 m                 |
| Getto del peso | F57  | Safia Djelal                | 11,62 m     | Xu Mian                          | 10,93 m                | Nassima Saifi                     | 10,31 m                |
| Getto del peso | F64  | Yao Juan                    | 12,50 m     | Arelle Middleton                 | 11,84 m                | Yang Yue                          | 11,26 m                |
| Lancio del disco | F11  | Xue Enhui                   | 40,24 m     | Zhang Liangmin                   | 38,62 m                | Izabela Campos                    | 36,84 m                |
| Lancio del disco | F38  | Simone Kruger               | 38,82 m     | Mi Na (F37)                      | 38,45 m                | Li Yingli (F37)                   | 37,69 m                |
| Lancio del disco | F41  | Youssra Karim               | 37,34 m     | Raoua Tlili                      | 34,94 m                | Estefany Gisela Lopez Macas       | 28,87 m                |
| Lancio del disco | F53  | Elizabeth Rodrigues Gomes   | 17,22 m     | Keiko Onidani                    | 14,49 m                | Medaglia non assegnata            | Medaglia non assegnata |
| Lancio del disco | F55  | Erica Castaño               | 26,88 m     | Dong Feixia                      | 26,37 m                | Rosa María Guerrero               | 25"80                  |
| Lancio del disco | F57  | Nassima Saifi (F57)         | 33,90 m     | Mokhigul Khamdamova (F57)        | 33,28 m                | Xu Mian (F57)                     | 31,55 m                |
| Lancio del disco | F64  | Yao Juan (F44)              | 43,09 m     | Osiris Aneth Machado Plata (F44) | 40,35 m                | Yang Yue (F44)                    | 38,72 m                |
| Lancio del giavellotto | F13  | Zhao Yuping                 | 44,86 m     | Natalija Eder                    | 38,52 m                | Medaglia non assegnata            | Medaglia non assegnata |
| Lancio del giavellotto | F34  | Zou Lijuan (F34)            | 21,22 m     | Zuo Caiyun (F34)                 | 17"75                  | Fouzia El Kassioui (F33)          | 15,71 m                |
| Lancio del giavellotto | F46  | Hollie Arnold               | 40,89 m     | Saska Sokolov                    | 38,55 m                | Noelle Roorda                     | 38,41 m                |
| Lancio del giavellotto | F54  | Nurkhon Kurbanova           | 20,73 m     | Flora Ugwunwa                    | 19,33 m                | Elham Salehi                      | 16,61 m                |
| Lancio del giavellotto | F56  | Raissa Rocha Machado        | 24,22 m     | Hashemiyeh Motaghian Moavi       | 22,74 m                | Lin Sitong                        | 22,68 m                |
| Lancio della clava | F32  | Wanna Helena Brito Oliveira | 26,66 m     | Maroua Ibrahmi                   | 26,60 m                | Giovanna Boscolo Castilho Goncalv | 24,35 m                |
| Lancio della clava | F51  | Ekta Bhyan                  | 20,12 m     | Kashish Lakra                    | 14,56 m                | Medaglia non assegnata            | Medaglia non assegnata |
| record mondiale; record mondiale stagionale; record africano; record asiatico; record europeo; record nord-centroamericano e caraibico; record sudamericano; record oceaniano; record dei campionati; record nazionale; record personale; record personale stagionale. |      |                             |             |                                  |                        |                                   |                        |

### Staffetta
| Specialità | Oro                                                                                     | Prestazione | Argento                                                                                  | Prestazione | Bronzo | Prestazione |
| 4×100 m universale | Cina Zhou Guohua (T11, guida: Gu Dengpu) Wang Hao (T46) Wen Xiaoyan (T37) Hu Yang (T54) | 45"54       | Gran Bretagna Zachary Shaw (T12) Kevin Santos (T47) Ai Smith (T38) Hannah Cockroft (T34) | 47"50       | Indonesia Ni Made Arianti Putri (T12) Nanda Mei Sholihah (T47) Saptoyogo Purnomo (T37) Jaenal Aripin (T54) | 48"00       |
| record mondiale; record mondiale stagionale; record africano; record asiatico; record europeo; record nord-centroamericano e caraibico; record sudamericano; record oceaniano; record dei campionati; record nazionale; record personale; record personale stagionale. |                                                                                         |             |                                                                                          |             | |             |

## Medagliere
| Posizione | Paese               | Oro | Argento | Bronzo | Totale |
| --------- | ------------------- | --- | ------- | ------ | ------ |
| 1         | Cina                | 33  | 30      | 24     | 87     |
| 2         | Brasile             | 19  | 12      | 11     | 42     |
| 3         | Uzbekistan          | 7   | 4       | 2      | 13     |
| 4         | Gran Bretagna       | 7   | 2       | 3      | 12     |
| 5         | Stati Uniti         | 6   | 13      | 5      | 24     |
| 6         | India               | 6   | 5       | 6      | 17     |
| 7         | Germania            | 6   | 2       | 1      | 9      |
| 8         | Colombia            | 5   | 5       | 6      | 16     |
| 9         | Algeria             | 5   | 4       | 4      | 13     |
| 10        | Belgio              | 5   | 0       | 0      | 5      |
| 11        | Tunisia             | 4   | 6       | 7      | 17     |
| 12        | Iran                | 4   | 5       | 5      | 14     |
| 13        | Azerbaigian         | 4   | 0       | 0      | 4      |
| 14        | Messico             | 3   | 4       | 7      | 14     |
| 15        | Paesi Bassi         | 3   | 3       | 5      | 11     |
| 16        | Malaysia            | 3   | 1       | 2      | 6      |
| 17        | Marocco             | 2   | 4       | 3      | 9      |
| 18        | Spagna              | 2   | 4       | 2      | 8      |
| 18        | Nuova Zelanda       | 2   | 4       | 2      | 8      |
| 20        | Turchia             | 2   | 2       | 4      | 8      |
| 21        | Ecuador             | 2   | 2       | 3      | 7      |
| 22        | Sudafrica           | 2   | 2       | 2      | 6      |
| 23        | Polonia             | 2   | 2       | 1      | 5      |
| 24        | Etiopia             | 2   | 1       | 0      | 13     |
| 24        | Francia             | 2   | 1       | 0      | 3      |
| 26        | Ungheria            | 2   | 0       | 3      | 5      |
| 27        | Cuba                | 2   | 0       | 0      | 2      |
| 27        | Italia              | 2   | 0       | 0      | 2      |
| 27        | Emirati Arabi Uniti | 2   | 0       | 0      | 2      |
| 30        | Serbia              | 1   | 3       | 1      | 5      |
| 31        | Mauritius           | 1   | 2       | 0      | 3      |
| 31        | Venezuela           | 1   | 2       | 0      | 3      |
| 33        | Australia           | 1   | 1       | 3      | 5      |
| 34        | Bulgaria            | 1   | 1       | 0      | 2      |
| 34        | Rep. Dominicana     | 1   | 1       | 0      | 2      |
| 34        | Kuwait              | 1   | 1       | 0      | 2      |
| 37        | Indonesia           | 1   | 0       | 5      | 6      |
| 38        | Finlandia           | 1   | 0       | 3      | 4      |
| 39        | Namibia             | 1   | 0       | 1      | 2      |
| 40        | Costa Rica          | 1   | 0       | 0      | 1      |
| 40        | Georgia             | 1   | 0       | 0      | 1      |
| 40        | Giordania           | 0   | 3       | 1      | 4      |
| 40        | Arabia Saudita      | 0   | 3       | 0      | 3      |
| 44        | Giappone            | 0   | 9       | 12     | 21     |
| 45        | Grecia              | 0   | 3       | 1      | 4      |
| 46        | Portogallo          | 0   | 3       | 0      | 3      |
| 47        | Croazia             | 0   | 2       | 1      | 3      |
| 48        | Canada              | 0   | 2       | 0      | 2      |
| 49        | Sri Lanka           | 0   | 1       | 2      | 3      |
| 50        | Austria             | 0   | 1       | 1      | 2      |
| 50        | Corea del Sud       | 0   | 1       | 1      | 2      |
| 50        | Thailandia          | 0   | 1       | 1      | 2      |
| 53        | Lettonia            | 0   | 1       | 0      | 1      |
| 53        | Nigeria             | 0   | 1       | 0      | 1      |
| 55        | Norvegia            | 0   | 0       | 2      | 2      |
| 56        | Botswana            | 0   | 0       | 1      | 1      |
| 56        | Iraq                | 0   | 0       | 1      | 1      |
| 56        | Lituania            | 0   | 0       | 1      | 1      |
| 56        | Svizzera            | 0   | 0       | 1      | 1      |
| 56        | Slovacchia          | 0   | 0       | 1      | 1      |
| Totale    | Totale              | 158 | 160     | 148    | 466    |